# Country rap
Country rap (jiné názvy: country-rap, Hick-hop, hill hop, hip hopry a většinou crap) je subžánr populární hudby, kde je smíšené country s hip-hopovým stylem - rap. 
Mezi známé umělce, kteří hrají tento žánr patří Boondoxx, Bubba Sparxxx, Cowboy Troy, Nappy Roots, Colt Ford. V česku by se za zástupce tohoto žánru dal považovat Marpo.

## Další příklady
Některé jednotlivé hudební skladby country poukazují na vliv rapu, jako jsou skladby Tobyho Keitha "Getcha Some" a "I Want To Talk about Me", jejichž součástí jsou mluvené slovní verše recitované vytrvalým rytmem. Stejný styl se vztahuje na skladbu skupiny The Bellamy Brothers - "Country Rap" z roku 1987. Neal McCoy také nahrál rap verzi ústřední melodie k The Beverly Hillbillies s názvem "Hillbilly Rap", která obsahuje vzorky z jiných rapových skladeb.